# Hammonds of Hull

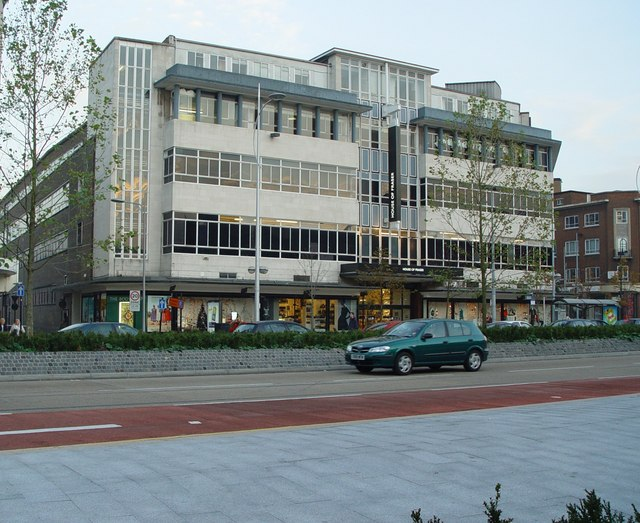
Het voormalige Hammonds-gebouw in Hull in 2007

Hammonds of Hull is een voormalig warenhuis in Hull, dat nog een nevenvestiging in Bridlington had. In 1972 werd de onderneming overgenomen door de warenhuisketen House of Fraser. Na een renovatie van het gebouw vanaf september 2021 werd op de begane grond een foodhall geopend en zijn de verdiepingen in gebruik als kantoorruimte. 

## Geschiedenis
In 1821 opende H.W. Hammond een textielwinkel aan Old North Bridge in Hull, totdat het bedrijf in 1861 verhuisde naar Osborne Street. In 1889 verkocht Hammond het bedrijf aan James Powell en zijn drie zonen. Tot 1972 bleef het warenhuis in bezit van de familie Powell. Het bedrijf werd in 1913 ingeschreven als Hammond's Ltd.
Door de groei van Hull werd in 1916 een nieuwe winkel gebouwd met moderne liften en een groot restaurant. Tot aan de Tweede Wereldoorlog werden verbeteringen doorgevoerd door het toevoegen van een roltrap en een derde verdieping. In mei 1941 werd de winkel bij Duitse bombardementen verwoest, maar binnen een week waren 47 afdelingen van de winkel weer open op een tijdelijke locatie.
Pas in 1952 werd het warenhuis herbouwd op Paragon Square naar een ontwerp van T.P. Bennett. In 1954 en 1957 werd het pand verder uitgebreid. Het bedrijf groeide weer en binnen een paar jaar werd een eigen kapsalon geopend en in 1960 volgde uitbreiding om de meubelateliers en de magazijnen onder te brengen. Deze werden binnen vier jaar uitgebreid, terwijl een vierde verdieping aan de winkel werd toegevoegd.
In 1969 werd het warenhuis Carltons in Bridlington overgenomen. Deze winkel werd binnen een jaar gesloopt en herbouwd. 
In 1972 werd Hammonds overgenomen door House of Fraser  voor £ 8 miljoen. De twee warenhuizen werden ondergebracht bij de Binns-divisie, waarna ze verder geëxploiteerd werden onder de naam Binns. Het warenhuis in Bridlington werd in 1995 gesloten en nadat de winkel drie jaar leegstond nam het warenhuis Boyes er in 1998 zijn intrek. Het warenhuis in Hull werd omgedoopt tt House of Fraser. Na de overname van House of Fraser door Sports Direct werd het warenhuis op 4 augustus van dat jaar gesloten.
Nadat het pand vanaf september 2021 gerenoveerd werd, werd op de begane grond een foodhall geopend, welke in 2023 weer sloot. De bovenliggende verdiepingen werden verhuurd als kantoorruimte.